# Barbula denticulata
Barbula denticulata là một loài rêu trong họ Pottiaceae. Loài này được Wilson mô tả khoa học đầu tiên năm 1851.